# Cassyma aspilatataria
Cassyma aspilatataria là một loài bướm đêm trong họ Geometridae.